# Thesium angolense
Thesium angolense là một loài thực vật có hoa trong họ Santalaceae. Loài này được Pilg. miêu tả khoa học đầu tiên năm 1907.